# José Manuel Fernandes (homme politique, 1967)
Pour les articles homonymes, voir José Manuel Fernandes.
José Manuel Fernandes, né le 26 juillet 1967 à Vila Verde, est un homme politique portugais, membre du Parti social-démocrate (PPD/PSD). Depuis avril 2024, il est ministre de l'Agriculture et de la Pêche.